# Kay Jørgensen
Kay Jørgensen, danski rokometaš, * 18. februar 1946, Nykøbing Falster.
Leta 1972 je na poletnih olimpijskih igrah v Münchnu v sestavi danske rokometne reprezentance osvojil 13. mesto.
Na igrah štiri leta pozneje je z reprezentanco osvojil osmo mesto.